# بشتة شاهان (أمجز)
بشتة شاهان (بالفارسية: پشته شاهان) هي منطقة سكنية تقع في إيران في قسم أمجز الريفي. يقدر عدد سكانها بـ 0 نسمة بحسب إحصاء 2016.